# ایسیریمو
ایسیریمو (به لاتین: Aissirimou) یک منطقهٔ مسکونی در تیمور شرقی است که در آئیلئو واقع شده‌است.

## خصوصیات
ایسیریمو ۲۹٫۸۱ کیلومترمربع مساحت و ۲٬۱۹۲ نفر جمعیت دارد.